# آرثر إل. فاغنر
آرثر إل. فاغنر (بالإنجليزية: Arthur L. Wagner)‏ هو عسكري أمريكي، ولد في 16 مارس 1853 في أوتاوا في الولايات المتحدة، وتوفي في 17 يونيو 1905.